# Balagàtxevo (poble)
|  | Per a altres significats, vegeu «Balagàtxevo». |

Balagàtxevo (en rus: Балагачево) és un poble de l'óblast de Tomsk, a Rússia, que el 2010 tenia 17 habitants.
Segons el cens de 1897, hi vivien 23 persones, totes elles Chulym. El 1926, el poble de Balagachev constava de 78 llars, la població principal eren russos, 411 persones. El centre del consell del poble de Balagachevsky del districte de Zachulymsky del districte de Tomsk a la regió de Sibèria.